# Tropicoperdix
Tropicoperdix – rodzaj ptaków z podrodziny bażantów (Phasianinae) w obrębie rodziny kurowatych (Phasianidae).

## Zasięg występowania
Rodzaj obejmuje gatunki występujące w południowo-wschodniej Azji.

## Morfologia
Długość ciała 26–32 cm; masa ciała samic średnio 250 g, samców 280–300 g.

## Systematyka

### Etymologia
Tropicoperdix (Tropidoperdix): późnołac. tropicus „tropikalny”, od łac. tropicus „obracanie”, od gr. τροπικος tropikos „przesilenie”, od τροπη tropē „obrócenie”, od τρεπω trepō „zmienić”; łac. perdix, perdicis „kuropatwa”, od gr. περδιξ perdix, περδικος perdikos „kuropatwa”.

### Podział systematyczny
Do rodzaju należą następujące gatunki:
- Tropicoperdix chloropus Blyth, 1859 – kuropatwokur zielononogi
- Tropicoperdix graydoni (Sharpe & C. Chubb, 1906) – kuropatwokur borneański
- Tropicoperdix charltonii (Eyton, 1845) – kuropatwokur żółtonogi